# Avenida Cuatricentenaria (Barinas)
Avenida Cuatricentenaria es el nombre que recibe una de las principales avenidas de la ciudad de Barinas, es una vía de transporte carretero rápido con seis canales de circulación desenglosados en 4 canales de vía rápida y dos hombrillos, 2 amplias aceras y una isla central embellecida con jardines, localizada en la ciudad de Barinas, la capital del Estado Barinas en los llanos y al occidente del país sudamericano de Venezuela.
Esta Avenida fue antiguamente parte de la Carretera Guanare - Barinas tenía su peaje de la Guardia Nacional en lo que fue es el Distribuidor CADA, aun la dirección de algunas empresas como MAKRO ensu factura colocan Carretera Guanare - Barinas.

## Descripción
Se trata de una ancha y cómoda avenida urbana que es la vía de transporte carretero que conecta la Avenida Industrial con la Avenida 23 de Enero (en el punto donde también se encuentra con la Avenida Agustín Codazzi. En su camino también se conecta con la Calle Carabobo, la Avenida Rómulo Gallegos.
Atraviesa gran parte de la Parroquia El Carmen, de la Urbanización José Antonio Páez, el barrio San José, Urbanización Eugenio Mendoza, de la zona industrial Cozdieba, la Urbanización Cuatricentenaría, el Barrio La Colina I, el Barrio La Colina II, el "nuevo" Barrio Soberano, Barrio El Cambio, Bario La Jungla, Urbanización Briceño Mendez (conocida como la Casas de La Guardia). En su recorrido se pueden encontrar además el Ministerio de Obras Públicas y Vivienda, el Ministerio de Transporte Terrestre, Saime de Barinas, la sede regional del Ministerio del Ambiente, la Universidad Nacional Abierta Barinas, la sede regional del Ministerio de Agricultura y Tierras, el Mercado Municipal Bicentenario, el Parque Los Mangos, la Escuela Técnica Industrial Ezequiel Zamora, el Terminal de Pasajeros de Barinas, el Instituto Tecnológico Antonio José de Sucre, Tribunal Supremo de Justicia Barinas-TSJ-DEM, Edificio de Corpoelec, la sede de Malariología, la antigua VENGAS, la sede de la GNB antiguo Destacamento 14 de la Guardia Nacional, entre otros puntos de interés local.
Empresas privadas que hacen vida en la Avenida Cuatricentenaría están IMECA, PRECA, Materiales Los Andes, FERRELLANO, MAKRO, Empresas Polar, la emisora Rumbera Network, "Si eres feliz ... Estás aquí", FM 105.9, Materiales de Construcción Los Mangos, Farmatodo, Mcdonald's, Banco Provincial, fabrica de Hielo Uribante, entre otras.
Lugar de diversíón: Centro Turístico El Tranquero.